# Baaloul
Baaloul (en árabe بعلول, tr. Bʿalūl) es una localidad ubicada en el sureste del Líbano, cuya localización geográfica es la zona oriental del Valle de la Bekaa. 
Baaloul está situado en un área remota en medio de zonas montañosas. Limita al este con el pueblo de Lala y al oeste con el pueblo de Karaoun. Su población actual es de aproximadamente unas 200 personas nativas de la aldea, considerando que muchos de sus habitantes residen en el extranjero. Sus pobladores son practicantes de la religión musulmana suní, aunque reside también una familia musulmana chiita y una familia cristiana maronita en la comunidad.
Este pueblo se caracteriza por ser uno de los muchos nacidos de la emigración del Líbano. La primera oleada de migración que surgió en Baaloul fue entre los años 1935-1950, previa a la independencia libanesa y durante la administración del territorio por Francia. El Mandato francés del Líbano ejercía la autoridad y tomaba las decisiones políticas y económicas en el territorio. Los franceses mostraban ciertas preferencias hacia la comunidad cristiana maronita, denunciándose cierta discriminación hacia los musulmanes. Los libaneses musulmanes de la época protestaban por la situación y alegaban que no querían habitar en un país donde se ejercieran decisiones por parte de extranjeros por encima de los árabes, ello trajo como consecuencia el desplazamiento de éstos fuera del territorio libanés. 
El segundo desplazamiento de sus habitantes comenzó durante la década de los 70, cuando el país afrontaba el inicio de una lucha de poderes en el ámbito político y social entre las facciones musulmanas y cristianas. Finalmente esta lucha dio como consecuencia el inicio a la Guerra Civil Libanesa (1975-1990). La situación en el país era inestable y con una economía decaída y una guerra civil cada vez más sangrienta que impedía la crianza de sus hijos; Muchos pobladores decidieron nuevamente comenzar a emigrar.
Los habitantes emigraron principalmente a países de América Latina, entre los que se encuentran: Colombia, Venezuela, Brasil y Panamá; hubo también cantidades significativas que migraron hacia Canadá y Estados Unidos. Estas migraciones son en su mayoría viajes de ida y vuelta: después de lograr un sustento económico estable la población emigrante regresa nuevamente a Baaloul para dedicarse a la construcción de viviendas para sus familias.
Colombia fue uno de los principales destinos de emigración del pueblo. Entre los años 70, 80 y 90 el departamento de La Guajira colombiana, específicamente la población de Maicao fue uno de los lugares donde se estableció la comunidad. En la actualidad se puede ver una fuerte presencia de emigrantes de Baaloul en la zona.
Venezuela es otro de los países de destino, siendo la Isla de Margarita y la zona económica de Paraguaná en la ciudad de Punto Fijo donde se concentran mayormente los migrantes, dedicándose principalmente al comercio de mercancías secas.
Panamá en la década de los 80 y 90 recibió a la comunidad de Baaloul, que se concentró en la Zona Libre de Colón, en las adyacencias del Canal de Panamá imponiendo un régimen comercial y empresarial en la localidad.
Brasil es uno de los países con una de las comunidades libanesas más grandes del mundo, superior incluso a la actual población de Líbano. Los pobladores de Baaloul se encuentran en la triple frontera de Foz do Iguaçu en el Estado de Paraná.
En la actualidad, la población de Baaloul se divide y clasifica por veinticuatro nombres de apellidos de familia. Dichas familias suman en su totalidad a una población superior a más de 1.200 personas. 
El idioma oficial de Líbano es el árabe, y como segunda lengua el francés; sin embargo en Baaloul el principal idioma hablado por la comunidad, tanto dentro del pueblo como fuera de éste es el español, dada la cantidad de emigrados a países de habla hispana. Tras el español los idiomas más utilizados son el árabe, el inglés y el portugués.